# Nijat Rahimov
Nijat Rahimov (in azero Nicat Əli oğlu Rəhimov; Baku, 13 agosto 1993) è un sollevatore azero naturalizzato kazako, vincitore della medaglia d'oro olimpica nella categoria 77 kg ai Giochi di Rio de Janeiro 2016, in seguito revocata per doping e conseguente squalifica per otto anni.

## Palmarès
- Mondiali

Houston 2015: oro nei 77 kg